# أندرو غور
أندرو غور (بالإنجليزية: Andrew Gurr)‏ هو كاتب ومؤلف وأستاذ جامعي بريطاني، ولد في 23 ديسمبر 1936 في ليستر في المملكة المتحدة.